# Hydekel de Freitas Lima
Hydekel Menezes de Freitas Lima ComMM (Porciúncula, 3 de janeiro de 1939 — São Lourenço, 11 de julho de 2021) foi um advogado e político brasileiro filiado ao Progressistas (PP). Pelo Rio de Janeiro, foi senador e deputado federal e estadual, ambos durante dois mandatos. Foi também prefeito de Duque de Caxias em duas ocasiões. 
Filho de Francisco Faleiro de Freitas Lima e Laura Menezes de Freitas Lima. Seu filho, Natalício Freitas, foi prefeito da cidade de São Lourenço, estado de Minas Gerais. Hydekel era genro de Tenório Cavalcanti, político que teve grande influência na Baixada Fluminense.

## Biografia
Nascido na cidade de Porciúncula, mudou-se com os pais para Duque de Caxias com um ano de idade. Formou-se em Ciências Jurídicas e Sociais pela Universidade Gama Filho.
Foi eleito deputado estadual para dois períodos: 1963 a 1967, pelo Partido Republicano (PR) e 1971 a 1975, pela Aliança Renovadora Nacional (ARENA). Nas eleições de 1974 concorreu, e saiu vitorioso, para deputado federal nos períodos de 1975 a 1979, pela ARENA, e de 1979 a 1982, pelo Partido Democrático Social (PDS).
Tornou-se prefeito interventor de Duque de Caxias de 1982 a 1984. Foi eleito por voto direto prefeito novamente do município para o período 1988 a 1992.
Suplente do senador Afonso Arinos, com a morte deste, Hydekel renunciou a prefeitura de Duque de Caxias e assumiu a cadeira no Senado, em 1990, pelo Partido da Frente Liberal (PFL). Assumindo o cargo, cumpriu o mandato de senador até 1995. Em 1993, como senador, Hydekel foi admitido pelo presidente Itamar Franco à Ordem do Mérito Militar no grau de Comendador especial.
Em 1996, concorreu novamente a prefeitura de Duque de Caxias, perdendo para José Camilo Zito no segundo turno.
Morreu em 11 de julho de 2021, aos 82 anos.

## Condecorações
- Medalha da Ordem do Ipiranga
- Medalha do Mérito Barão de Ayuruoca (1974)
- Medalha do Mérito Mauá (1963)
- Medalha do Mérito Duque de Caxias, no Grau Ouro
- Medalha do Mérito Barão de Mauá
- Títulos de Cidadãos Honorários de: Itaguaí, São João de Meriti, Magé, Duque de Caxias e de Barra Mansa.